# آروستیچینی
آروستیچینی (به انگلیسی: Arrosticini) نوعی غذای سنتی از گوشت کبابی سیخ شده‌است که مشخصه غذاهای مولیزانا و آبروزی (از مناطق ایتالیایی ابروتزو و مولیزه) به‌شمار می‌روند. این کباب معمولاً از گوشت گوسفند یا بره تهیه می‌شود. آن هم به به این صورت که به صورت تکه‌تکه شده بریده و سپس با سیخ سوراخ می‌شود. روی منقلی دراز پخته می‌شود.